# Neckarsteinach
Neckarsteinach é um município da Alemanha, situado no distrito de Bergstrasse, no estado de Hesse. Tem 17,22 km² de área, e sua população em 2019 foi estimada em 3.860 habitantes.